# Merla andina
La merla andina (Turdus serranus) és un ocell de la família dels túrdids (Turdidae).

## Hàbitat i distribució
Habita els boscos de les muntanyes de Colòmbia, oest i nord de Veneçuela i cap al sud, a la llarga dels Andes de l'Equador, Perú i centre i sud-est de Bolívia fins al nord-oest de l'Argentina.